# Pycreus pagotii
Pycreus pagotii är en halvgräsart som beskrevs av Jean Raynal. Pycreus pagotii ingår i släktet Pycreus och familjen halvgräs. Inga underarter finns listade i Catalogue of Life.